# 巴林历史
巴林是波斯湾一个岛屿国家，巴林历史可以追溯到远古时期。

## 遠古時代
- 迪爾穆恩文化
- 阿瓦勒文化

## 中古時代
4世纪，巴林成为波斯萨珊王朝的一部分，首次见于史籍。
7世纪，皈依伊斯兰教，并入阿拉伯帝国。
894年，什叶派一支伊斯玛仪派占据巴林，900年，建立卡尔马特国家。
899年～1077年，卡尔马特派王朝，一个宗教军事集团，该派的首领称伊玛目，为宗教、行政和军事最高领袖，由6名执政官及6名助理组成政务委员会领导。
11世纪中叶，十二伊瑪目派推翻卡尔马特並占领巴林。1235年，巴林被波斯占领，1253年，乌斯福尔家族起义，宣布巴林独立。
巴努歐蓋伊勒部落建立了烏斯庫里德王朝（Usfurids）。
不知名的部落建立了乌尤尼德王朝(Uyunids)。
14世紀，屬於巴尼馬利克部落或巴努歐蓋伊勒部落的賈爾萬人賈爾萬一世在蓋提夫建立的贾尔万王朝，一個統治巴林的什葉派王朝。賈爾萬王朝是忽里模子的附庸國。賈爾萬人在14世紀逐退了盤據在巴士拉的蒙塔菲克（Muntafiq）部落領袖賽義德·伊本·蒙加米斯，因此得勢。
15世紀至16世紀，贾布里德王朝。
穆克林·伊本·扎米爾，巴林賈布里德王朝最後一位統治者。

## 葡占时期
16世纪初期，随着达迦马的航海，葡萄牙开始在印度洋进行扩张。1485年，葡萄牙人第一次进入海湾地区。
1514年，葡萄牙人来到巴林，并占领之，兴建麦纳麦。統治巴林近百年。

## 波斯統治時期
1602年，波斯击败葡萄牙占领军，重新占领巴林。
18世纪，阿富汗人侵入伊朗导致萨菲王朝几近崩溃。在由此引发的权力真空时期，阿曼于1717年入侵巴林，结束了波斯长达100多年的统治。
1783年，谢赫·艾哈迈德击败波斯，1797年在巴林建立哈利法王朝统治。

## 英國統治時期
1820年，阿勒哈利法部落重新执政的巴林并且与英国签订条约。这是一系列条约的开始，之后巴林和英国签订和平友好的永久休战协定。这个协定在1892年和1951年进行进一步修改。此后巴林逐渐成为英国势力范围。1871年，巴林成为英国保护国。

## 发现石油
1932年，巴林石油公司发现巴林蕴藏大量石油使巴林迅速进入现代化，之后伊朗和英国开始争夺巴林。1957年，英国声明巴林是其保护的独立酋长国，而伊朗则宣布巴林是其第十四个省。1968年，英国宣布从巴林撤军，并试图将巴林同卡塔尔和特鲁西尔阿曼组成联邦，未果。此后，联合国派出调查团，并于1970年发布了调查结果，认为多数巴林人倾向于独立。当年5月，伊朗接受此结果，承认巴林独立。
- 民族联合委员会
- 巴林三月起義

## 独立的巴林
1971年8月14日，巴林正式独立，废除与英国签订的一切不平等条约，定国名为“巴林国”，并将君主称号改为埃米尔。
- 巴林國家安全法
- 1990年代巴林起義

2006年11月25日，巴林举行议会和市政选举。
- 2011年巴林反政府示威